# Éric Prodon
Éric Prodon (* 27. června 1987, Paříž) je francouzský profesionální tenista. Ve své dosavadní kariéře na okruhu ATP World Tour nevyhrál žádný turnaj. Na challengerech ATP a okruhu Futures získal k září 2011 dvacet šest titulů ve dvouhře a dva ve čtyřhře.
Na žebříčku ATP byl nejvýše ve dvouhře klasifikován v srpnu 2011 na 83. místě a ve čtyřhře pak v únoru 2010 na 476. místě. Na světovém juniorském žebříčku ITF pro dvouhru byl nejvýše postaven v roce 1999 na 3. příčce. K roku 2011 jej trénoval David Izidore.

## Finále na challengerech ATP a okruhu Futures

### Dvouhra (7–5)
| Legenda (tituly) |
| ---------------- |
| Challengery (7)  |
| Futures (19)     |

#### Vítěz challengerů ATP (7)
| Č. | Datum             | Turnaj      | Povrch | Finalista         | Výsledek           |
| 1. | 30. července 2007 | Tampere     | antuka | Peter Luczak      | 6–7(4–7), 6–4, 6–4 |
| 2. | 14. ledna 2008    | Miami       | antuka | Menéndez Maceiras | 6–4, 6–4           |
| 3. | 26. července 2010 | Tampere     | antuka | Leonardo Tavares  | 6–4, 6–4           |
| 4. | 12. září 2010     | Braşov      | antuka | Jaroslav Pospíšil | 7–6(7–1), 6–3      |
| 5. | 30. ledna 2011    | Bucaramanga | antuka | Fernando Romboli  | 6–3, 4–6, 6–1      |
| 6. | 17. července 2011 | Sopoty      | antuka | Nikola Ciric      | 6–1, 6–3           |
| 7. | 31. července 2011 | Tampere     | antuka | Augustin Gensse   | 6–1, 3–6, 6–2      |

#### Vítěz na okruhu Futures (19)
| Č.  | Datum             | Turnaj                           | Povrch     | Finalista               | Výsledek       |
| 1.  | 2. dubna 2000     | Egypt W2                         | antuka     | Remus Farcas            | 6-1, 6-3       |
| 2.  | 14. března 2004   | Itálie W2, Messina               | antuka     | Alessandro Accardo      | 6-0, 6-4       |
| 3.  | 21. března 2004   | Itálie W3, Messina               | antuka     | Nick Van Der Meer       | 7-5, 7-5       |
| 4.  | 8. května 2004    | Velká Británie F2, Edinburgh     | antuka     | Daniel Muñoz-De La Nava | 6-4, 6-3       |
| 5.  | 18. července 2004 | Německo F11, Trevír              | antuka     | Steve Darcis            | 6-3, 6-3       |
| 6.  | 23. října 2005    | Itálie F35, Lecce                | antuka     | Farúk Dustov            | 3-6, 6-4, 6-4  |
| 7.  | 18. března 2006   | Maroko F2, Marrákeš              | antuka     | Fabio Colangelo         | 6-3, 6-3       |
| 8.  | 17. února 2007    | Itálie F1, Bari                  | antuka (h) | Daniele Giorgini        | 6-2, 4-6, 6-2  |
| 9.  | 12. května 2007   | Velká Británie F10, Edinburgh    | antuka     | Diego Alvarez           | 7-65, 6-3      |
| 10. | 3. června 2007    | Polsko F3, Krakov                | antuka     | Dawid Olejniczak        | 7-5, 6-2       |
| 11. | 17. června 2007   | Bělorusko F3, Minsk              | antuka     | Cesar Ferrer-Victoria   | 6-4, 6-2       |
| 12. | 22. července 2007 | Francie F11, Saint-Gervais       | antuka     | Vincent Millot          | 6-2, 6-2       |
| 13. | 28. března 2009   | Itálie F4, Řím                   | antuka     | Leandro Migani          | 4-6, 7-61, 6-3 |
| 14. | 27. června 2009   | Německo F7, Trevír               | antuka     | Marius Zay              | 6-2, 6-4       |
| 15. | 24. ledna 2010    | USA F2, Hollywood                | antuka     | Stefano Ianni           | 6-4, 7-62      |
| 16. | 31. ledna 2010    | USA F3, Tamarac                  | antuka     | Catalin-Ionut Gard      | 2-6, 7-63, 6-4 |
| 17. | 14. února 2010    | Egypt F2, Gíza                   | antuka     | Axel Michon             | 6-3, 6-4       |
| 18. | 1. května 2010    | Velká Británie F 10, Bournemouth | antuka     | Michail Vasiljev        | 7-63, 6-1      |
| 19. | 15. května 2010   | Velká Británie F7, Newcastle     | antuka     | Mathieu Rodrigues       | 6-3, 3-6, 6-1  |

### Čtyřhra
| Legenda (tituly) |
| ---------------- |
| Challengery (1)  |
| Futures (1)      |

#### Vítěz (2)
| Č. | Datum           | Turnaj             | Povrch | Spoluhráč       | Finalisté                             | Výsledek  |
| 1. | 21. března 2004 | Itálie W3, Messina | antuka | Stephane Huet   | Daniele Giorgini Manuel Jorquera      | 7-5, 6-2  |
| 2. | 21. února 2009  | Maroko, Tanger     | antuka | Augustin Gensse | Giancarlo Petrazzuolo Simone Vagnozzi | 6-1, 7-63 |